# Привет с фронта (фильм)
«Привет с фронта» — советский телефильм 1983 года режиссёра Ивана Киасашвили по одноимённому рассказу Вячеслава Кондратьева.

## Сюжет
Великая Отечественная война, в подмосковном госпитале медсестра Нина получает письмо от лейтенанта Юры, который недавно был здесь на излечении по ранению, и которого она даже и не запомнила толком. Юра шлёт ей привет с фронта и пишет, что полюбил её, но так и не решился признаться в своих чувствах. Завязывается любовь «по переписке», однажды обрывающаяся, но Нина ждёт новых писем, хотя понимает, что Юра скорее всего погиб.

## В ролях
- Елена Шилкина — Нина, медсестра
- Елена Майорова — Оля, медсестра
- Наталья Молева — Алла, старшая медсестра
- Янина Лисовская — Клавдия, медсестра
- Александр Галибин — Миша Воскобойников
- Андрей Смоляков — Петя Лаптев
- Александр Кузнецов — Ваня-Медицина
- Иван Бортник — «Папаша», раненый, отец троих детей
- Эрнст Романов — Андрей Владимирович, вахтёр
- Александр Сирин — фотограф
- Галина Анисимова — Вера, медсестра
- Эгон Нутер — Артур
- Владимир Земляникин — Иван Петрович Василевич
- Всеволод Абдулов — капитан Корнилов
- Светлана Акимова — Ирина Корнилова
- Ольга Спиркина — Татьяна, медсестра
- Александра Харитонова — нянечка
- Николай Холошин — Володя, раненый солдат
- Ирина Горохова — Таня, девушка Володи
- Александр Марин — раненый
- Алексей Кудинович — раненый
- Виктор Фокин — раненый

Текст писем Юры Ведерникова читает Андрей Ташков

## Литературная основа
Фильм снят по одноимённому рассказу Вячеслава Кондратьева, который был впервые опубликован в журнале «Знамя» № 10 за 1979 год, в дальнейшем включался в сборники рассказов писателя.

## Фестивали и награды
- 1983 — Всесоюзный фестиваль телевизионных фильмов — первый приз за режиссуру
- 1985 — Телевизионный фестиваль в Монте-Карло — второй приз.